# Bujanov
Bujanov là một làng thuộc huyện Český Krumlov, vùng Jihočeský, Cộng hòa Séc.